# Войско Запорожское Низовое

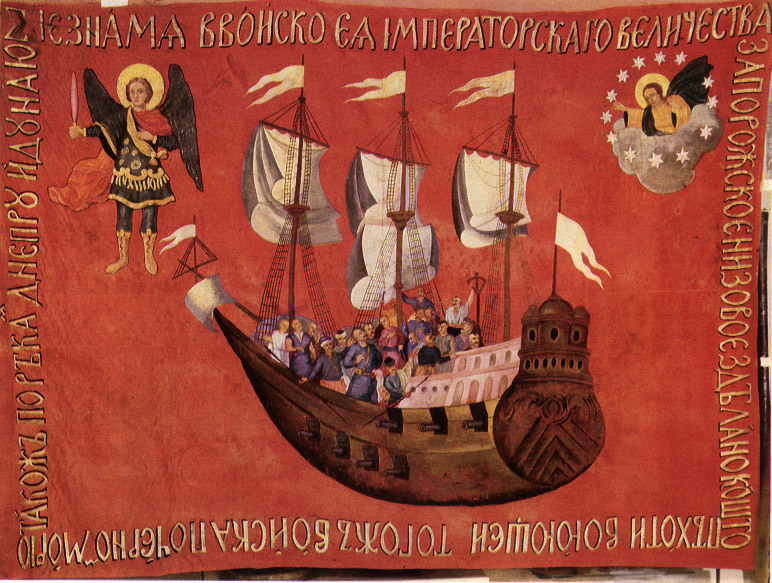
Обратная сторона флага Войска Запорожского Низового, дарованного императрицей Анной Иоанновной в 1734 году, с надписью: «Σіє Знамѧ Ввойско Єѧ Імпєраторскаго Вєличєства Запорожскоє Низовоє здѣлано кошто пѣхоти воюющєи тогожъ Войска по Черно҃ Морю такожъ по рѣка҃ Днєпру й Дунаю». На лицевой стороне флага изображён чёрный двуглавый орёл со звёздами.

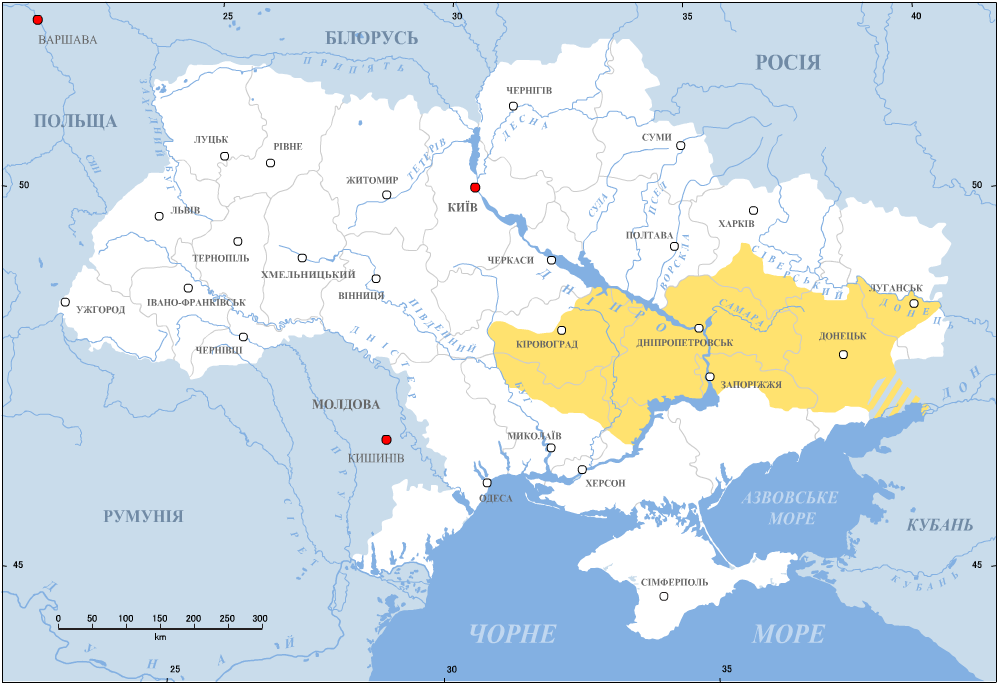
Территория, контролируемая Войском Запорожским Низовым во второй половине XVI века, по мнению современных украинских историков.

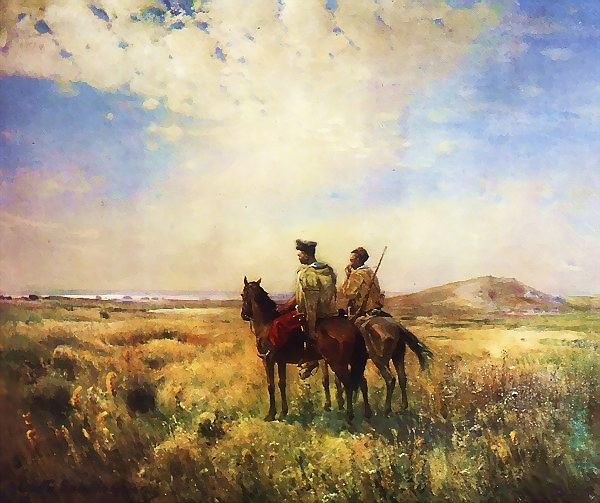
Сергей Васильковский. «Сторожа запорожских вольностей». 1890 год.

Войско Запорожское Низовое (укр. Військо Запорозьке Низове), Низовое войско — термин, которым обозначали непосредственно саму Запорожскую Сечь, людей (войско) в неё входивших и подконтрольные ей территории Дикого поля — Войско Запорожское Низовое и его вольности.
С конца XV столетия украинское казачество стало стремится в сторону Запорожья. Казаки ходили, по выражению современных грамот, «на Низ» ради звериного и рыбного промыслов, доставлявших обильную добычу в ненаселенных местностях; ходили туда же и против татар, то вызываемые к этому королевскими старостами, то по собственной инициативе. Населявшие его низовые или сечевые черкасы (казаки) в реестры Его Королевской Милости Войска Запорожского и Его Царского Пресветлого Величества Войско Запорожское не входили. В 90-х годы XVI столетия запорожская община является уже вполне сложившейся, хорошо известной соседям. Своего предводителя казаки называли на польский лад гетманом (гетман низовый).

## Появление запорожских казаков

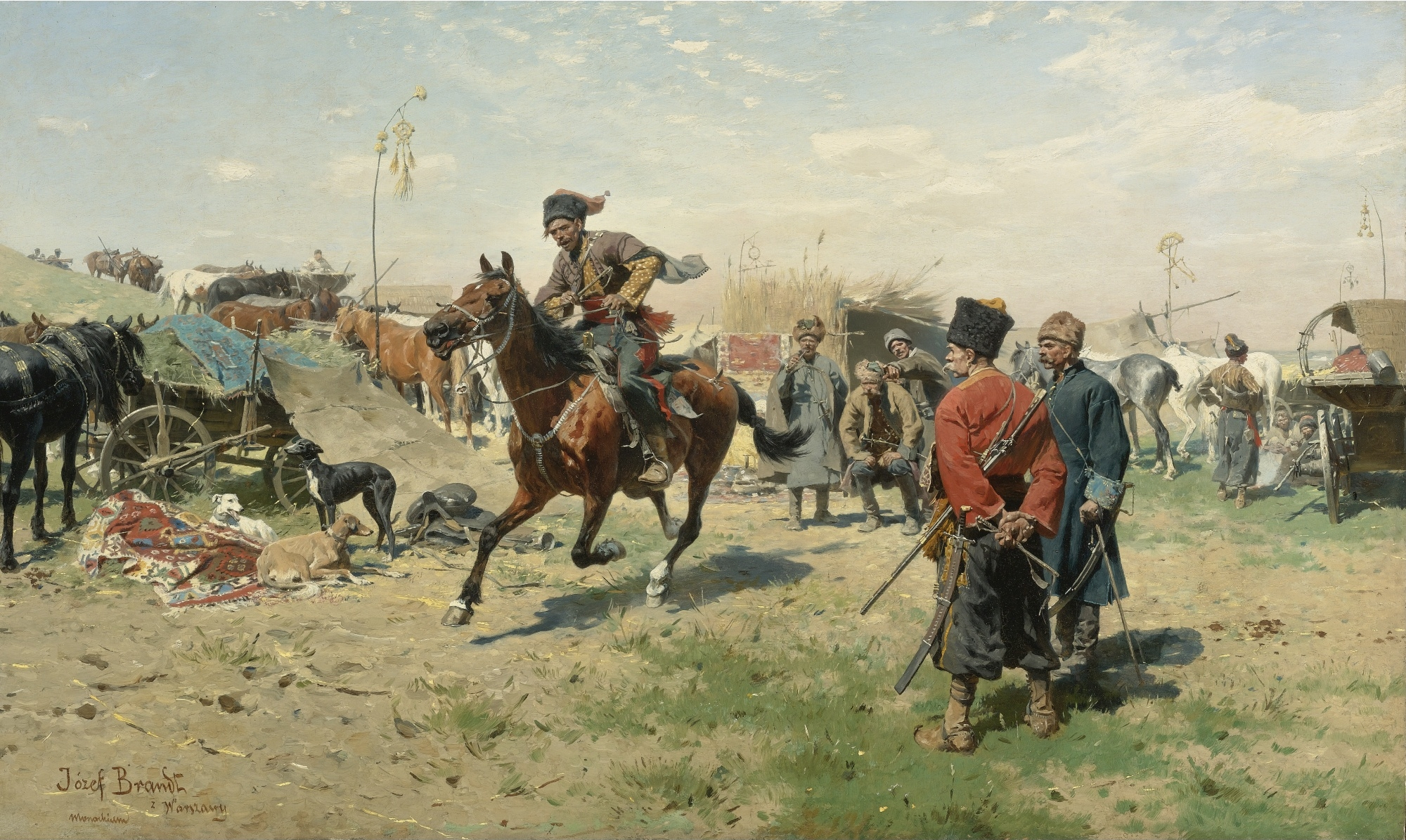
Юзеф Брандт. «Запорожцы».

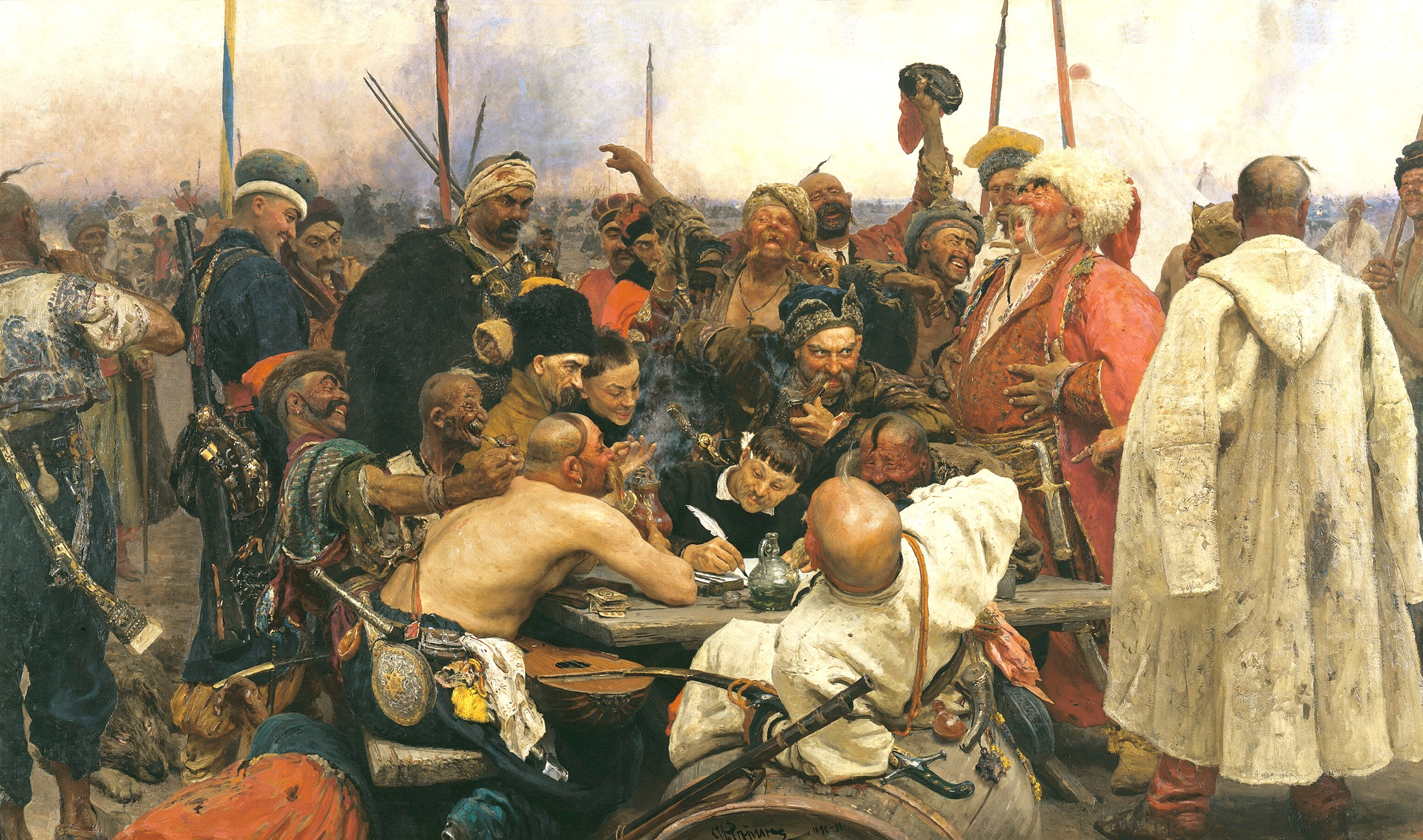
И. Е. Репин. «Запорожцы пишут письмо турецкому султану». 1880—1891 гг.

Запорожская Сечь возникла примерно в XVI веке, на части земель бывшей Киевской Руси.
Недостаточность прямых свидетельств оставляет дискуссионным вопрос точного времени и места возникновения как постоянной казацкой общины, имеющей местопребывание за днепровскими порогами:
- В. А. Мякотин указал что не может быть определено с точностью, можно лишь сказать, что она возникла в конце XVI века[4];
- М. С. Грушевский появление Сечи за днепровскими порогами определил 70—80-ми годами XVI века;
- Голобуцкий — 30 — 50-ми годами XVI века;
- Щербак — 60 — 70-ми годами XVI века[6].

Идея создания форпоста на южных рубежах Литовско-Русского государства возникла ещё в 20 — 30-х годах XVI века, но реализовать её удалось лишь князю Д. Вишневецкому, который в 50-х годах XVI века совершил экспедицию на днепровские пороги и на острове Малая Хортица построил крепость. В состав гарнизона на Хортицком острове входили как казаки, так и бояре, холопы, слуги. Проживание казаков Д. Вишневецкого единой общиной в специфических условиях южного пограничья Великого княжества Литовского и Русского способствовало зарождению военно-политической организации запорожского общества, её модели. Построенный Д. Вишневецким замок стал прототипом казацкого укрепления, которое, утвердившись на острове Томаковка в 60 — 70-х годах XVI века, получило название Запорожской Сечи.
Основной отраслью хозяйства Запорожской Сечи были промыслы, прежде всего это: охота, рыболовство, скотоводство, бортничество, пчеловодство, соледобыча. Казаки имели торговые отношения с татарами и другими соседями, вели внутреннюю торговлю. Значительную прибыль Сечь имела из военных походов (грабежей).
До принятия части казаков в 1572 году на службу польскому королю и появления таким образом новой разновидности казачества — реестровых казаков, днепровское казачество уже именовалось «запорожским» по району своего проживания и расположения главного военного укрепления (и штаб-квартиры), называемого «сечь».
Реестровые казаки, «не имея никакого основания называться», продолжали называться запорожскими, поэтому, чтобы не путать с ними запорожских казаков, не состоящих на государственной службе у польского короля (позднее — у русского царя), последних стали называть низовыми или сечевыми, а реестровых — городовыми казаками. Более того, в 1751 году запорожские казаки заявляли официальную жалобу на то, что городовые казаки и их полковая старшина не по праву «называют себя и подписываются войском запорожским»
Государственная власть Речи Посполитой не признавала сечевых казаков в качестве отдельного сословия. Более того, реестровые запорожские казаки использовались польским правительством, для выполнения полицейских функций против низовых (сечевых) казаков. Для этих целей, например, была основана крепость Кодак, гарнизон которой состоял из реестровых казаков и задача которых состояла в предотвращении всякого сношения сечевиков с населением верховья Днепра.
Низовые казаки жили отдельным, независимым от какого-либо государства сообществом, которое условно делилось на две группы: на сечевых и зимовых казаков. Сечевые казаки обладали рядом прав и привилегий, по сравнению с зимовыми.
Сечевые казаки называли себя «лыцарством» (укр. лицарство, рус. рыцарство) или «товарыством» (укр. товариство, рус. товарищество). Только эти казаки имели право выбирать из своего состава старшину, получать денежное жалованье и вершить все дела войска. Зимовые казаки на Сечь не допускались, а жили вблизи неё, но входили в состав Войска Запорожского Низового.

### Национальный и религиозный состав
От вступившего в Войско требовалось признание православной веры, обязательство её защищать, подчинение общим для всего войска правилам. В Войско принимались мужчины всех национальностей, но большинство составляли украинцы, генетические славяне. Женщины в Войско не допускались.
Д. Яворницкий писал: «в Сичи можно было встретить всякие народности, чуть ли не со всего света выходцев, как-то: украинцев, поляков, литовцев, белорусов, великорусов, донцев, болгар, волохов, черногорцев, татар, турок, евреев, калмыков, грузин, немцев, французов, итальянцев, испанцев и англичан (т.1, с.143)».

## Восстание Хмельницкого
Именно на Сечи в 1648 году началось восстание (бунт) Богдана Хмельницкого, находившегося на службе польского короля. С 1649 года Запорожье стало составной частью Гетманщины.
В последующем во времена тридцатилетней гражданской войны (Руины 1657—1687 гг.) гетманы утратили контроль над Запорожской Сечью.

## Великая Северная война
27 марта (7 апреля) 1709 года кошевой атаман Кость Гордиенко и гетман Иван Мазепа подписали союзный договор с королём Карлом XII. В этом договоре Запорожье присоединилось к гетманско-шведскому союзу против царя Пётра I. После этого Чертомлыкская Сечь была разрушена царскими войсками.

## Сечь в 1709—1775 гг
После разгрома Чертомлыкской Сечи уцелевшие казаки основали Каменскую Сечь (1709−1711 годы). В 1711 году и эта Сечь была разрушена царскими войсками и полками гетмана Скоропадского. После этого была основана Алешковская Сечь (1711−1734 годы) под протекторатом крымского хана. В 1729 году кошевой атаман Иван Малашевич от имени всех запорожцев просил принять казаков в подданство России. В 1733 году генерал Вейсбах вручил им в урочище Красный Кут грамоту императрицы Анны Иоанновны о помиловании и принятии в русское подданство. Здесь, в Новой Сечи запорожцы прожили до окончательной ликвидации Запорожской Сечи в 1775 г. Войско Запорожское Низовое принимало участие в русско-турецких войнах 1735—1739 и 1768—1774 на стороне Российской империи

## Конец Сечи и дальнейшая судьба запорожцев
Козацкая автономия всё время урезалась, а из-за предшествовавших этому конфликтов с Новой Сербией и в условиях поддержки запорожцами Восстания Пугачёва, в начале июня 1775 года
по приказу императрицы Екатерины II Новая Сечь была разрушена войсками Петра Текели вышедшими из Крепости Святой Елисаветы, а Вольности Войска Запорожского аннулированы. Бывшие владения вошли в состав Новороссийской губернии. После разрушения Сечи часть запорожцев ушла за Дунай, там они основали Задунайскую Сечь под протекторатом турецкого султана. Эта Сечь просуществовала до 1828 года. В России в 1788 году Запорожское войско было восстановлено под названием Войско Верных Запорожцев. В 1790 году войско переименовали в Черноморское казачье войско, а в 1792 году Черноморское войско переселили на Кубань. В 1828 году задунайцы перешли на сторону Российской империи и из них было сформировано Азовское казачье войско. В 1860 году войско расформировали и некоторые казаки переселились на Кубань. В том же 1860 году Черноморское войско объединили с Кавказским линейным казачьим войском в Кубанское казачье войско, которое сохранилось по настоящее время.

## Административное деление
В XVII столетии Низовое Войско разделялось на 5 паланок:
- Бугогардовскую;
- Кальмиускую;
- Кодацкую;
- Перевозскую;
- Самарскую, из каких Кодацкая и Самарская заселялись семейными казаками.

Впоследствии были образованы ещё три паланки:
- Орельская;
- Протовчанская;
- Прогноивская.

Центром паланок была слобода с небольшим укреплением, где размещалась казацкая залога. Во главе паланки стоял полковник, который сосредоточивал в своих руках всю военную, административную, судебную и финансовую власть. Полковнику подчинялась администрация паланки — писарь, атаманы слобод, и тому подобное. Неказацкое население, которое проживало на территории паланок подлежало власти старшины паланки.

## Границы
До вхождения Запорожского войска в состав России его границы не были чётко определены. Потребность в демаркации границ возникла после того, как Россия в 1700 году заключила мир с Османской империей. В 1705 году была проведена демаркация границы войска с османами (турками), в ходе которой запорожцы потеряли земли вокруг Кизи-Кермена и между Южным Бугом и Днепром, которые считали своими.